# GT Academy
Die GT Academy (auch The NISMO PlayStation GT Academy) ist ein Casting- und Förderprogramm von Nissan und Sony PlayStation, zur alternativen Nachwuchsgewinnung von talentierten Fahrern über den E-Sport. Die GT Academy ermöglicht Gran-Turismo-Spielern einen Übergang von virtuellen Rennsimulationen in den realen Motorsport in einem Nissan-Motorsportteam.

## Hintergrund
The GT Academy ist eine Kombination aus E-Sport-Turnieren und Rennfahrerschule und wurde Juni 2008 in Zusammenarbeit zwischen Nissan Europe, Sony Computer Entertainment Europe und Polyphony Digital gestartet. Als Erfinder der GT Academy gilt der damalige Global Head of Sales, Marketing and Brand der Firma Nissan, Darren Cox.
Das Programm besteht aus vier verschiedenen Phasen. Phase eins wird nur virtuell auf PlayStations absolviert, die Teilnehmer treten als Spieler in der Rennsimulation Gran Turismo gegeneinander an. Phase zwei wird dann durch Praxis-Übungen ergänzt. Im Race Camp steht die Ausbildung im Vordergrund. Phase vier besteht aus dem Fahrer-Entwicklungsprogramm, mit Qualifizierung zur Fahrerlizenz und Einstieg in den realen Motorsport.
Bis 2014 haben mehr als fünf Millionen Teilnehmer über ihre PlayStation an der GT Academy teilgenommen und 16 Teilnehmer eine Motorsportkarriere gestartet.

## Phasen

### Phase 1: Qualifikation
In der Phase 1 können sich alle Gran-Turismo-Spieler online auf ihrer PlayStation mit ihrer PSN (PlayStation Network) ID bei den nationalen Vorentscheidungen der GT Academy anmelden und teilnehmen. Die Qualifikationen laufen in der Rennsimulation auf verschiedenen Strecken und Nissan-Fahrzeugen. Die schnellsten Teilnehmer qualifizieren sich zur Phase 2.
Nissan und PlayStation führen auch lokale Qualifikationen bei öffentlichen Terminen und Veranstaltungen durch, damit auch Spieler ohne eine PlayStation, PSN ID oder Netzzugang teilnehmen können. Die schnellsten Teilnehmer einer lokalen Veranstaltung qualifizieren sich direkt für das nationale Finale.

### Phase 2: Nationale Finale

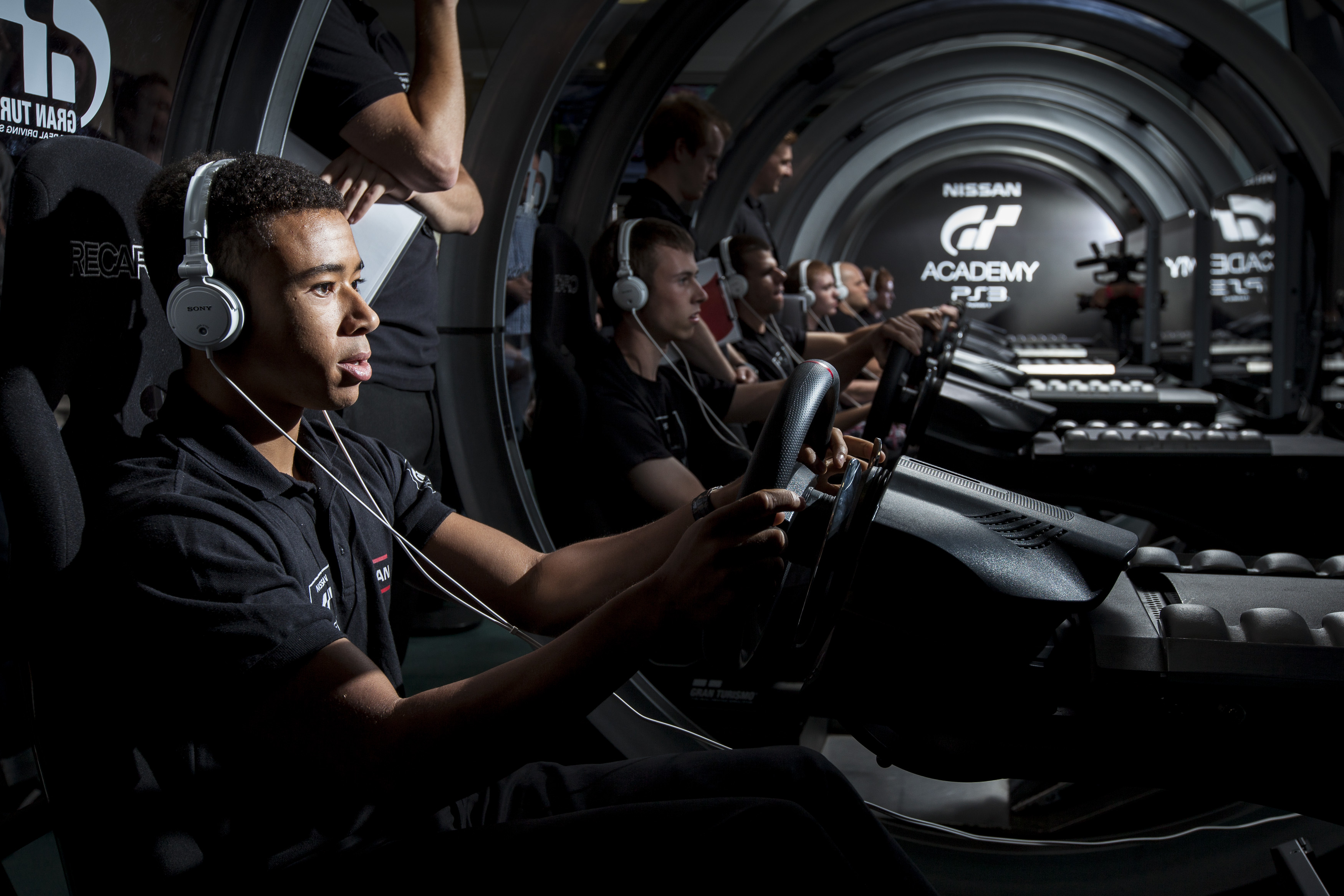
Der Gewinner von 2011 Jann Mardenborough beim Besuch des Finales 2013 in Großbritannien

In den nationalen Finalen werden die Teilnehmer ermittelt, die reale Chancen haben, in der nächsten Phase der GT Academy teilzunehmen. Neben den Vor-Ort-Turnieren werden die Wettbewerber auch auf realen Fahrzeugen getestet. Zusätzlich durchlaufen die Fahrer Persönlichkeits-, Fitness-, Motivations- und Gesundheitstests.

### Phase 3: Das Race Camp

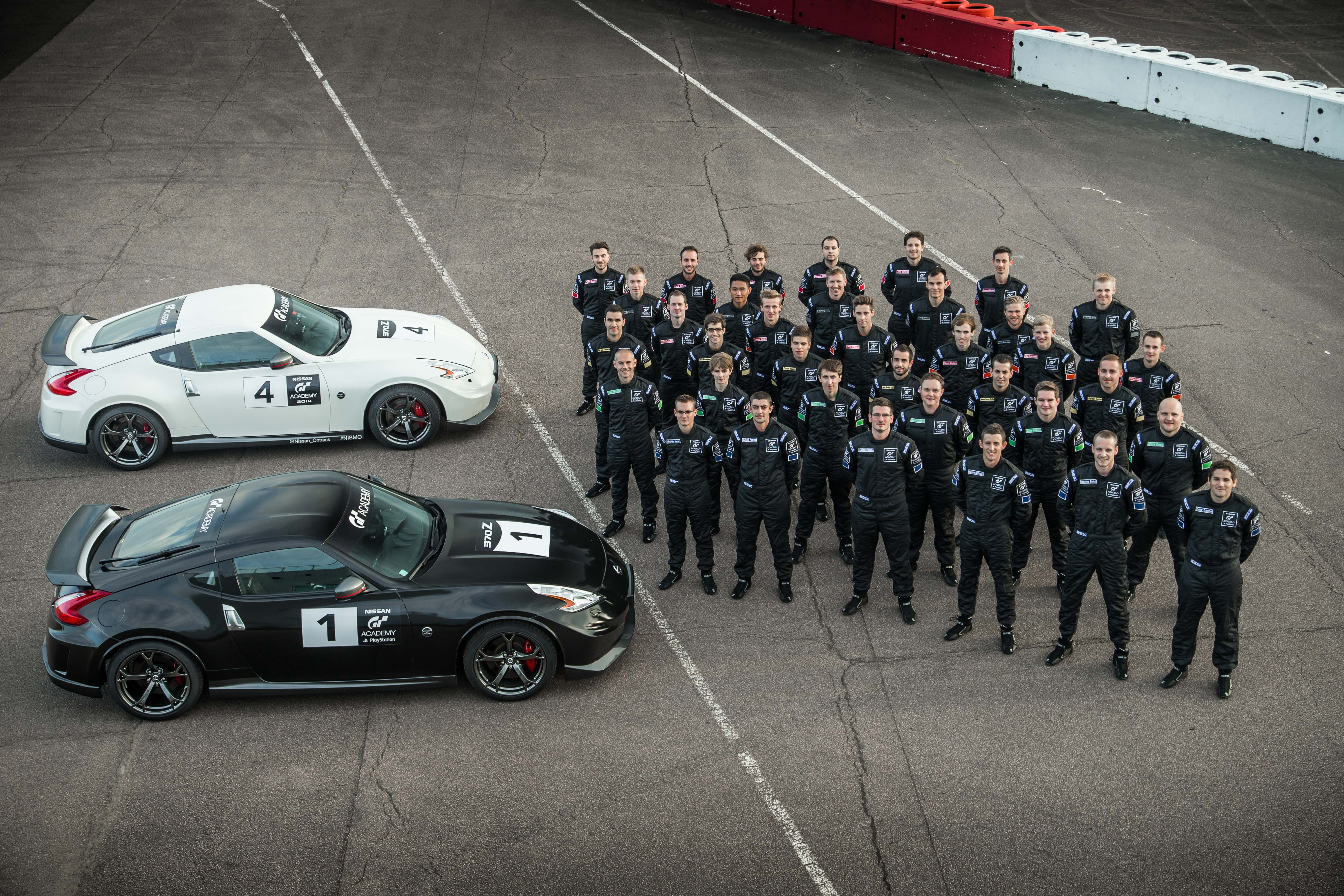
Die Teilnehmer des GT-Academy-Europa Race-Camp 2014

Das Race Camp ist ein Schulungszentrum und einwöchiger Auswahlprozess, in dem die GT Academy-Sieger ermittelt werden. Der Hauptsitz des Race Camps liegt in Großbritannien auf dem Stowe Circuit auf dem Gelände des Silverstone Circuit.
Die Teilnehmer sind in regionale Gruppen aufgeteilt. Jeder Gruppe sind erfahrene Mentoren und Sachrichter zugeteilt. Am Ende wird in jeder Gruppe ein Sieger gekürt.
2014 betreute der ehemalige Formel-1-Fahrer Nick Heidfeld als Mentor das Race Camp Deutschland. Das Race Camp Europa wurde unter anderem von Johnny Herbert begleitet.
Die Gruppensieger des Race Camps bekommen dann einen Platz in einer der internationalen Serien, in denen Nissan aktiv ist.

### Phase 4: Fahrer-Entwicklungsprogramm
Das Fahrer-Entwicklungsprogramm hat seinen Hauptsitz am Silverstone Circuit. Das Entwicklungsprogramm besteht aus zwei bis vier Monaten Ausbildung mit Trainings- und Renneinsätzen auf Clubsport- und nationaler Ebene. Die nachgewiesenen nationalen Einsätze werden als Qualifikation für die Erteilung der internationalen Fahrerlizenz benötigt. Die internationale Fahrerlizenz ist zwingende Voraussetzung, um bei internationalen Veranstaltungen wie den 24 Stunden von Le Mans oder Dubai starten zu dürfen.
Zum Entwicklungsprogramm gehören auch Fitnesstraining und weiterreichende Schulungen.

## Einstiegsvoraussetzungen
Die Teilnehmer müssen mindestens 18 Jahre alt sein. Qualifikationen vorheriger Veranstaltungen für das Race-Camp werden nicht angerechnet und die Ausscheidungsläufe müssen erneut absolviert werden.

## Wettbewerbsgruppen und deren Sieger
Die GT Academy startete ursprünglich als rein europäischer Wettbewerb. Bereits im dritten Veranstaltungsjahr 2011 wurde der Wettbewerb auf die Vereinigten Staaten ausgedehnt und 2014 zur internationalen Veranstaltung mit vier Gruppen ausgebaut:
Gruppe 1: Europa (Frankreich, Italien, Vereinigtes Königreich, Spanien, Portugal, Belgien, Niederlande, Luxemburg, Russland, Schweden, Polen und Tschechien)
Gruppe 2: Deutschland
Gruppe 3: Nordamerika (Vereinigte Staaten und Kanada)
Gruppe 4: International (Australien, Indien, Mittlerer Osten, Mexiko und Thailand).
| Jahr                    | Gruppe        | Sieger                 |
| ----------------------- | ------------- | ---------------------- |
| 2008                    | Europa        | Lucas Ordoñez          |
| 2009 nicht veranstaltet |               |                        |
| 2010                    | Europa        | Jordan Tresson         |
| 2011                    | Europa        | Jann Mardenborough     |
| 2011                    | USA           | Bryan Heitkotter       |
| 2012                    | Europa        | Wolfgang Reip          |
| 2012                    | Russland      | Mark Schulschizki      |
| 2012                    | Deutschland   | Peter Pyzera           |
| 2012                    | USA           | Steve Doherty          |
| 2013                    | Europa        | Miguel Faisca          |
| 2013                    | Russland      | Stanislav Aksenov      |
| 2013                    | Deutschland   | Florian Strauss        |
| 2013                    | USA           | Nick McMillen          |
| 2014                    | Europa        | Gaëtan Paletou         |
| 2014                    | Deutschland   | Marc Gassner           |
| 2014                    | USA           | Nicolas Hammann        |
| 2014                    | International | Ricardo Sanchez        |
| 2015                    | Asien         | Jose Gerard Policarpio |
| 2015                    | International | Matthew Simmons        |
| 2015                    | Europa        | Romain Sarasin         |

Stand: 10/2015

## GT Academy Wettbewerbe 2015
2015 sind drei GT-Academy-Wettbewerbe vorgesehen:
- GT Academy Europa: Frankreich, Italien, Deutschland, Großbritannien, Spanien/Portugal, Benelux (Niederlande, Belgien, Luxemburg) und CEE (Polen, Ungarn, Tschechien)
- GT Academy Asien: Japan, Indien, Thailand, Philippinen, Indonesien
- GT Academy International: USA, Australien, Mexiko, Ägypten, Marokko, Algerien, Türkei

## Beispielhafte Erfolge der Absolventen im realen Motorsport

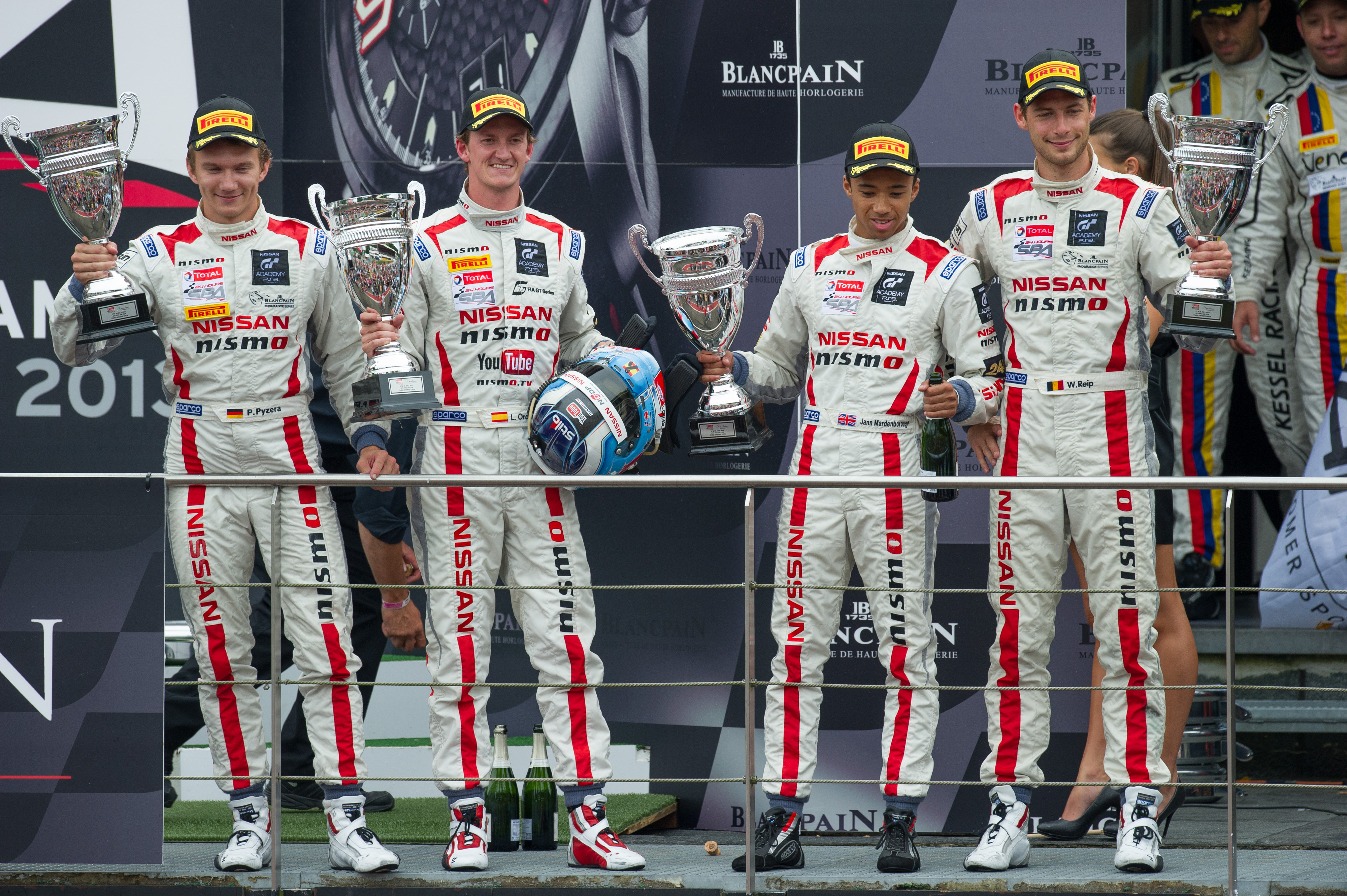
Das Team der GT Academy beim 24-Stunden-Rennen von Le Mans 2013 (v. l. n. r.: Pyzera, Ordoñez, Mardenborough, Reip)

Beim 24-Stunden-Rennen von Le Mans 2011 kam Lucas Ordoñez in der Klasse LMP2 auf Platz 2 und beim 24-Stunden-Rennen von Le Mans 2013 erreichte er mit Jann Mardenborough im Team den dritten Platz.
2011 wurde Jordan Tresson Meister in der Klasse GT4 der Blancpain Endurance Series.
2013 gewann Lucas Ordoñez den Pro-Am Cup und das Nissan GT Academy Team RJN den Blancpain Endurance Series PRO-AM Cup. In dem Team starteten Jann Mardenborough, Wolfgang Reip, Mark Schulschizki, Peter Pyzera und Steve Doherty.
2014 fuhr Wolfgang Reip beim 24-Stunden-Rennen von Le Mans die allererste Runde eines reinen Elektrorennwagens, dem Nissan ZEOD RC.
Am 20. Juni 2015 bei den 1000 km Paul Ricard erreichte das Nissan GT Academy Team RJN auf einem Nissan GT-R Nismo GT3 den Gesamtsieg.

### Lucas Ordoñez
- 2008 Gewinner der GT Academy Europa
- 2009: GT4 Europacup (Platz 2)
- 2010: GT4 Europacup (Platz 4)
- 2010: Le Mans Series, LMP2 (Platz 25)
- 2011: Intercontinental Le Mans Cup, LMP2
- 2012: ELMS, LMP2 (Platz 8)
- 2013: Sieger des Blancpain Endurance Series Pro-Am Cup[14]

Einzelergebnisse
- 24-Stunden-Rennen von Le Mans 2011, Platz 9
- 24-Stunden-Rennen von Le Mans 2012, Platz 15
- 24-Stunden-Rennen von Le Mans 2013, Platz 10
- 24-Stunden-Rennen von Dubai 2013, SP3 (Platz 2)
- 24-Stunden-Rennen von Dubai 2014, SP2 (Platz 1)
- 2014 Japan Super GT, Buriram (Thailand), GT300 Class (Platz 1)

Quellen: 

### Jann Mardenborough
- 2011 Gewinner der GT Academy Europa
- 2012: Britische GT-Meisterschaft, GT3 (Platz 6)
- 2012: Blancpain Endurance Series, GT3 Pro-Am
- 2013: Toyota Racing Series (Platz 10)
- 2013: Europäische Formel 3 (Platz 21)
- 2013: Britische Formel 3 (Platz 6)
- 2013: WEC, LMP (Platz 32)
- 2013: Blancpain Endurance Series, Pro-Am (Platz 14)
- 2014: Toyota Racing Series (Platz 2)
- 2014: GP3-Serie (Platz 9)
- 2014: USCC, Prototype (Platz 51)
- 2014: Britische GT-Meisterschaft, GT3
- 2015: GP3-Serie
- 2015: GP2-Serie
- 2015: WEC

Einzelergebnisse
- FIA-Langstrecken-Weltmeisterschaft 2013, Le Mans, Platz 9
- 24-Stunden-Rennen von Le Mans 2013, Platz 10
- 24-Stunden-Rennen von Le Mans 2014, Platz 9

Quellen: 

### Mark Schulschizki
- 2012 Gewinner der GT Academy Russland
- 2013: Blancpain Endurance Series, Pro-Am (Platz 18)
- 2013: FIA-GT-Serie, Pro-Am (Platz 12)
- 2013: WEC (Platz 37)
- 2014: Blancpain Endurance Series, Pro-Am
- 2014: ELMS, LMP2 (Platz 13)
- 2015: Blancpain Endurance Series, Pro-Am
- 2015: Blancpain Sprint Series
- 2015: WEC
- 2015: ELMS, LMP3

Einzelergebnisse
- FIA-Langstrecken-Weltmeisterschaft 2013, Shanghai, Platz 9
- 24-Stunden-Rennen von Le Mans 2014, Platz 9

Quellen: 

## Auszeichnungen
- 2011 Cannes Lions International Festival of Creativity, Gold Lion, Best Use of Branded Content[19]

- 2011 ‘Campaign’ magazine Media Awards, Best Transport Campaign[20]

- 2011 ‘Campaign’ magazine Media Awards, Best Media and Entertainment Campaign[21]

- 2011 Media Week Awards, Best International Campaign[22]

- 2012 Cannes Lions International Festival of Creativity, Bronze Lion, Best Use of Branded Content[23]

- 2013 AUTOSPORT Awards, Pioneering and Innovation Award[24]